# Paul Cuvinot
Paul Cuvinot est un homme politique français né le 1er juin 1837 à Liancourt (Oise) et décédé le 17 août 1920 à Paris.

## Biographie
Ancien élève de l'École polytechnique et des Ponts et chaussées, il commence sa carrière en 1860 comme ingénieur hydrographique dans le Doubs. En 1876, il dirige le service de la navigation de la Seine et des ponts de Paris, et devient l'année suivante chef de cabinet du ministre des travaux publics.
Il est élu sénateur de l'Oise en 1879, et se spécialise sur les questions de transport ferroviaire et sur les retraites. Il est rapporteur sur de nombreux textes et on évoque son nom pour un poste de ministre, même si cela ne s'est jamais concrétisé. Battu au renouvellement de 1920, il meurt quelques mois plus tard.

## Sources
- « Paul Cuvinot », dans Adolphe Robert et Gaston Cougny, Dictionnaire des parlementaires français, Edgar Bourloton, 1889-1891 [détail de l’édition]
- « Paul Cuvinot », dans le Dictionnaire des parlementaires français (1889-1940), sous la direction de Jean Jolly, PUF, 1960 [détail de l’édition]
- « Cuvinot Paul », Anciens sénateurs IIIe République, sur senat.fr (consulté le 21 mars 2022).
- « La maison Cuvinot rasée, c’est un bout d’histoire de Clermont qui disparaît : La décision a été prise dans le cadre des travaux de rénovation et d’agrandissement du centre hospitalier », Le Courrier picard,‎ 29 mars 2019 (lire en ligne, consulté le 21 mars 2022).